# Marius Iosipoi
Marius Iosipoi (n. 28 aprilie 2000, Ialoveni, raionul Ialoveni, Republica Moldova) este un fotbalist moldovean care în prezent joacă pe postul de mijlocaș la echipa rusă FC Veles din Moscova și la Echipa națională de fotbal a Republicii Moldova (din 2021).